# Kurt Finker
Kurt Finker (* 27. August 1928 in Sacrow; † 6. August 2015) war ein deutscher Historiker. Einen Namen machte er sich vor allem mit seinen Arbeiten zum militärischen und bürgerlichen Widerstand gegen den Nationalsozialismus, die hohe Auflagen erzielten, in mehrere Sprachen übersetzt wurden und auch unter westlichen Historikern Anerkennung fanden. Dass Finker den Antifaschismus nicht mehr auf den kommunistischen Widerstand beschränkte, markierte eine Wende in der Geschichtswissenschaft der DDR.

## Leben

### Ausbildung und wissenschaftliche Tätigkeit
Der Sohn eines Arbeiters besuchte nach der Volksschule von 1942 bis 1944 eine Lehrerbildungsanstalt. Er wurde 1944 zunächst zum Reichsarbeitsdienst verpflichtet und nahm auch als Soldat am Zweiten Weltkrieg teil. Nach seiner Entlassung aus der Kriegsgefangenschaft erhielt er 1945 eine zehntägige Neulehrerkurzausbildung und unterrichtete bis 1948 als Schulhelfer an verschiedenen Dorfschulen und Neulehrer an der Volksschule Lübben. 1946 legte er die 1. Lehrerprüfung ab und amtierte von 1948 bis 1949 als Rektor einer Grundschule. 1949 nahm er an einem Fortbildungslehrgang für Geschichtslehrer teil. 1950 wurde er Dozent für Geschichte an der Arbeiter-und-Bauern-Fakultät Potsdam.
1951 wurde Finker, der im April 1946 der SED beigetreten war, zum Einjahreslehrgang an die SED-Landesparteischule Schmerwitz bei Belzig delegiert. 1952 wirkte er als Instrukteur in der SED-Landesleitung Brandenburg. Im selben Jahr bestand Finker die 2. Lehrerprüfung und legte 1953 das Staatsexamen für Geschichtslehrer der Oberstufe ab.
Ab September 1952 war Finker wissenschaftlicher Assistent und ab 1953 Oberassistent am Institut für Gesellschaftswissenschaften der Pädagogischen Hochschule „Karl Liebknecht“ Potsdam. Im Juli 1958 promovierte er dort mit der Arbeit „Der Rote Frontkämpferbund als Verkörperung der revolutionären Wehrhaftigkeit der deutschen Arbeiterklasse (1924–1929)“. Anschließend übernahm er eine Dozentur für die „Grundlagen des Marxismus-Leninismus“ an der PH Potsdam und habilitierte sich im Mai 1964 mit einer Arbeit über „Die militaristischen Wehrverbände in der Weimarer Republik und ihre Rolle bei der Unterdrückung der Arbeiterklasse und bei der Vorbereitung eines neuen imperialistischen Krieges (1924-1929)“. Die Arbeit entstand im Rahmen einer Arbeitsgemeinschaft „Militaristische und nationalistische Verbände“, die von Potsdamer Historikern getragen wurde, der aber auch andere Forscher angehörten. Die Forschungsergebnisse wurden in Form von Artikeln auch in das von Dieter Fricke an der Friedrich-Schiller-Universität Jena verantwortete Lexikon der bürgerlichen Parteien eingebracht.
Im September 1964 erhielt Finker eine Professur mit Lehrauftrag für die Geschichte der neuesten Zeit an der PH Potsdam und 1969 einen Lehrstuhl, den er innehatte, bis er 1991 in den Vorruhestand trat, bzw., in den Worten Werner Röhrs, „in den vorzeitigen Ruhestand gedrängt“ wurde. Hier leitete er eine Forschungsgruppe zur „Geschichte der deutschen Widerstandsbewegung“, die sich vor allem mit dem Widerstand im Umfeld des Attentats vom 20. Juli 1944 beschäftigte und deren Publikationen Resonanz in nationaler und internationaler Öffentlichkeit fanden. Von 1973 bis 1978 war Finker stellvertretender Direktor der Sektion Germanistik/Geschichte und von 1979 bis 1985 Prorektor für Gesellschaftswissenschaften an der PH Potsdam. 1984 wurde Finker als Direktor der dortigen Sektion Geschichte der Nationalpreis der DDR III. Klasse verliehen. Neben Kurt Libera, Gisela Schott, Günter Benser, Manfred Banaschak, Rolf Hoth, Heinz Vietze und Ulrich Peck arbeitete Finker an dem Referat Wir brechen unwiderruflich mit dem Stalinismus als System! beteiligt, das von Michael Schumann auf dem Sonderparteitag der SED/PDS am 8./9. Dezember und 16./17. Dezember 1989 in der Berliner Dynamo-Sporthalle verlesen wurde. Finker schloss sich der PDS an und gehörte 2003/4 dem Beirat der Rosa-Luxemburg-Stiftung Brandenburg an.

### Tätigkeit für das Ministerium für Staatssicherheit
Ab 1964 war Finker in der einen oder anderen Form für das Ministerium für Staatssicherheit tätig. Zunächst stellte er nach einer Anfrage ein Zimmer seiner Wohnung für „konspirative Zwecke“ zur Verfügung. Nachdem er diese Tätigkeit 1968 aufgekündigt hatte, wurde er von 1969 bis 1987 als IM „Hans“ auf ihm bekannte Westdeutsche angesetzt. Finker reiste auch im operativen Auftrag der Staatssicherheit in den Westen, berichtete minutiös über persönliche Begegnungen und übergab seinen Schriftverkehr der Stasi. Die Stasi wollte sich dabei Finkers Kenntnisse und Kontakte zu Überlebenden des bürgerlichen und militärischen Widerstands gegen den Nationalsozialismus zu Nutze machen und die „zielgerichtete Bearbeitung von Führungskräften der CDU/CSU“ vorbereiten. Finker berichtete auch über die Pädagogische Hochschule in Potsdam und Studenten. Er wurde im Juni 1974 mit der Verdienstmedaille der Nationalen Volksarmee in Bronze ausgezeichnet und 1975 Reisekader des ZK der SED.
Der Historiker Werner Bramke, ein Schüler Finkers, berichtet, das Ministerium für Staatssicherheit habe 1969 versucht, ihn anzuwerben. Er habe abgelehnt und sich anschließend mit Finker beraten, der ihn in seinem Entschluss bestärkt habe. Bramke vermutet, Finker habe ihn durch seine Berichte nicht denunzieren, sondern schützen wollen, und dieses Ziel offensichtlich wenigstens teilweise erreicht. Finker habe ihn zu einer Zeit gefördert, als er, Bramke, bei der Stasi in Ungnade gefallen sei.
Der Historiker Rainer Eckert beurteilt die Kontakte Finkers in den Westen und die Anerkennung, die er dort fand: „All dies machte Sinn und soll nicht im nachhinein diskreditiert werden. Auch deutsch-deutsche Wissenschaftskontakte waren notwendig und die Politik eines Wandels durch Annäherung erschien lange Zeit die einzige realistische Möglichkeit der Veränderung in der DDR zu sein. So handelten diejenigen richtig, die diese Verbindungen aufrechterhielten und auch wissenschaftlich gab es dafür gute Gründe. Das rechtfertigt aber nicht Finkers Verrat, der um so bedrückender ist, da gerade die wissenschaftliche Würdigung des deutschen Widerstandes gegen Hitler dazu mißbraucht wurde.“

## Werk
Finker beschäftigte sich zunächst mit der Geschichte der militärischen Wehrverbände, insbesondere des Rotfrontkämpferbundes in der Weimarer Republik. Seiner 1981 veröffentlichten Studie zum Rotfrontkämpferbund bescheinigt der Historiker Andreas Wirsching, sie habe durch die Verwertung von Materialien, die seinerzeit westlichen Historikern nicht zugänglich waren, Detailinformationen liefern können, aber unter der ideologisch einseitigen Sicht der SED-Parteihistorie gelitten. Finkers frühe Forschungen und die von Kurt Adamy zur Geschichte der Sozialdemokratie 1890 bis 1900 führten zu Beginn der 1980er Jahre zu dem Vorhaben, ein Handbuch der Organisationen der deutschen Arbeiterbewegung zu erstellen. Finker leitete dazu eine Forschungsgruppe. Bis das Projekt 1991 abgebrochen wurde, waren über 90 auswärtige Autoren gewonnen worden und lagen mehr als 130 Beiträge von über 250 projektierten Einträgen vor.
Anerkennung auch im Westen fanden Finkers Arbeiten zum Widerstand gegen den Nationalsozialismus, die zugleich als ein Wendepunkt in der Geschichtswissenschaft der DDR angesehen werden. Da die Sowjetunion das Attentat vom 20. Juli ursprünglich negativ bewertete, wurde die bürgerlich-konservative Opposition in der Sowjetischen Besatzungszone und der DDR überwiegend negativ bewertet und nicht als antifaschistischer Widerstand anerkannt. Finkers Forschungen wird maßgeblicher Anteil an der Überwindung der pauschalen Bewertung des 20. Juli 1944 als „reaktionär“ beigemessen. 1967 veröffentlichte er eine Biographie über Claus Graf von Stauffenberg und 1978 sein Buch über Helmuth James Graf von Moltke und den Kreisauer Kreis im Union-Verlag der CDU. Beide Werke waren innerhalb der SED umstritten, weil Finker sich darin von dem einseitigen Bild eines auf den kommunistischen Widerstand beschränkten Antifaschismus löste und das Attentat vom 20. Juli 1944 als moralisch achtbare, mutige Tat zum Wohle des deutschen Volkes würdigte. Finker verwies darauf, dass Stauffenberg zumindest Kontakt zu den Kommunisten gesucht habe.
Obwohl Finker zu dieser Zeit bereits für die Staatssicherheit arbeitete, konnte er seine Stauffenberg-Biographie nur durch die Unterstützung des sowjetischen Historikers Daniil Melnikow veröffentlichen. Melnikows Studie zum 20. Juli, die 1964 auf Deutsch erschienen war, und Finkers Studien hatten im Gefolge des VI. Parteitags der SED Signalwirkung. Gleichwohl übten Historiker aus dem Institut für Marxismus-Leninismus beim ZK der SED und dem Zentralinstitut für Geschichte im Institut für Gesellschaftswissenschaft beim ZK der SED wie Wolfgang Schumann Kritik an Finkers Stauffenberg-Biographie. Sie bemängelten, der Klassenkampfcharakter des Widerstandes und die führende Rolle der KPD würden nicht genügend deutlich. Auch werde die Stauffenberg-Gruppe zu sehr in die Nähe der Arbeiterbewegung gerückt. Die Kritik führte dazu, dass  eine Neuauflage zunächst nicht vorgesehen war und erst 1971 erscheinen konnte. Um die Druckerlaubnis des Ministeriums für Kultur zu erhalten, musste Finker in einem Schlusskapitel das Thema „aktualisieren“. Als in der DDR ab 1983 der Kreisauer Kreis und die Bewegung des 20. Juli gezielt erforscht wurden, publizierte Finker am 20. Juli 1984 im Neuen Deutschland einen Artikel mit dem Titel Die mutige Tat des Obersten Stauffenberg gab das Signal, durch den der militärische dem antifaschistischen Widerstand gleichberechtigt zugeordnet wurde. Allerdings blieb der 20. Juli ein Randgebiet innerhalb der Widerstandsforschung der DDR.
Nach der Wende kritisierte Finker die Sozialfaschismusthese der KPD und konstatierte, dieses Konzept sei in der DDR-Geschichtswissenschaft unzureichend analysiert und unkritisch bewertet worden. Andreas Wirsching hielt Finker vor, die bereits vorliegenden Forschungen zum „Sozialfaschismus“ zu ignorieren und die nicht haltbare These zu vertreten, die KPD habe die NSDAP entschiedener bekämpft als die SPD.

## Schriften
Als Autor:
- Die Niederschlagung des Kapp-Putsches im damaligen Regierungsbezirk Potsdam. Ein Beitrag zur Geschichte der örtlichen Arbeiterbewegung. Kommission zur Erforschung der Geschichte der örtlichen Arbeiterbewegung bei der Bezirksleitung der SED, Potsdam 1960.
- Die militaristischen Wehrverbände in der Weimarer Republik und ihre Rolle bei der Unterdrückung der Arbeiterklasse und bei der Vorbereitung eines neuen imperialistischen Krieges. Habilitationsschrift, Pädagogische Hochschule Potsdam 1964.
- mit Bernd Mahlke und Walter Schmidtke: Studienmaterial zur Deutschen Geschichte von 1917–1945. Pädagogische Hochschule, Potsdam 1965.
- Die militaristischen Wehrverbände in der Weimarer Republik. Ein Beitrag zur Strategie und Taktik der deutschen Großbourgeoisie. In: Zeitschrift für Geschichtswissenschaft. Band 14, Nr. 3, 1966, S. 357–377.
- Stauffenberg und der 20. Juli 1944. Union-Verlag, Berlin 1967.
- mit Werner Bethge und Bernhard Mahlke: Zur Geschichte des deutschen Volkes 1917 bis 1945. Pädagogische Hochschule, Potsdam 1975.
- Zur Erforschung des Kampfes der KPD gegen Militarismus, Faschismus und imperialistische Kriegsvorbereitung, 1919–1933. In: Beiträge zur Geschichte der Arbeiterbewegung. Band 19, Nr. 6, 1977, S. 947–965.
- Graf Moltke und der Kreisauer Kreis. Union-Verlag, Berlin 1978.
- Probleme des militärischen Widerstandes und des Umsturzversuches vom 20. Juli 1944 in Deutschland. In: Gegner des Nationalsozialismus. Wissenschaftler und Widerstandskämpfer auf der Suche nach historischer Wirklichkeit. Campus-Verlag, Frankfurt a. M. [u. a.] 1980, ISBN 3-593-32698-1, S. 153–186.
- Geschichte des Roten Frontkämpferbundes. Dietz Verlag, Berlin 1981.
- Attentat auf Hitler 20. Juli 1944. (Illustrierte historische Hefte: Heft 56), Deutscher Verlag der Wissenschaften, Berlin 1990, ISBN 3-326-00321-8.
- Der 20. Juli 1944 und die DDR-Geschichtswissenschaft. Gedenkstätte Deutscher Widerstand, Berlin 1990.
- KPD und Antifaschismus 1929 bis 1934. In: Zeitschrift für Geschichtswissenschaft. Band 41, 1993, S. 389–398.
- Der 20. Juli 1944. Militärputsch oder Revolution? Dietz, Berlin 1994, ISBN 3-320-01836-1.
- Eine adlige Familie in Umbruchszeiten. Das Schicksal der Familie von Ribbeck im Havelland (1933–1947). In: Adel und Staatsverwaltung in Brandenburg im 19. und 20. Jahrhundert. Ein historischer Vergleich. 1996, S. 219–237.
- Die Stellung der Sowjetunion und der sowjetischen Geschichtsschreibung zum 20. Juli 1944. In: Gerd R. Ueberschär, Robert Buck (Hrsg.): Der 20. Juli. Das „andere Deutschland“ in der Vergangenheitspolitik (= Antifa Edition). Elefanten Press, Berlin 1998, S. 47–67.
- mit Ines Reich: Reaktionäre oder Patrioten? Zur Historiographie und Widerstandsforschung in der DDR bis 1990. In: Gerd R. Ueberschär und Robert Buck (Hrsg.): Der 20. Juli. Das „andere Deutschland“ in der Vergangenheitspolitik (= Antifa Edition). Elefanten Press, Berlin 1998, S. 158–178.
- Märker gegen Militaristen. Der Kampf gegen den Kapp-Putsch in der Provinz Brandenburg März 1920. GNN-Verlag, Schkeuditz 2000, ISBN 3-89819-030-7.
- „Wehrverbände“ in der Weimarer Republik. In: Antifaschismus als humanistisches Erbe in Europa. Festschrift zum 60. Geburtstag von Prof. Dr. Rolf Richter. 2005, S. 21–40.

Als Herausgeber:
- Pädagogische Hochschule „Karl Liebknecht“ Potsdam. Kurzer Abriß der Geschichte einer Lehrerbildungsstätte. Pädagogische Hochschule, Potsdam 1984.
- mit Huberta Engel: Deutscher Widerstand – Demokratie heute. Kirche, Kreisauer Kreis, Ethik, Militär und Gewerkschaften. Bouvier, Bonn 1992, ISBN 3-416-02342-0.
- mit Friedrich-Martin Balzer: Der Dämon kam über uns. Über die Aufarbeitung von Faschismus und Antifaschismus im Geschichtsbild und in der Geschichtsschreibung Westdeutschlands (1945-1955). Pahl-Rugenstein, Bonn 2008, ISBN 978-3-89144-403-0.